# Mozaïekroman
Een mozaïekroman is een roman waarin het verhaal niet in één vloeiende lijn vanuit een vast perspectief wordt verteld. Verhaallijn, vertelperspectief, hoofdpersoon, locatie of thema kunnen per hoofdstuk verschillen. Ten minste een van deze elementen blijft echter de hele roman stabiel en vormt zo de rode draad die het verhaal bij elkaar houdt. Vaak bestaat een mozaïekroman niet uit hoofdstukken maar uit een reeks aan elkaar verbonden korte verhalen. De grens tussen mozaïekroman en briefroman is moeilijk te trekken. 
Een variant is dat de roman meerdere hoofdpersonen heeft die elkaar mogelijk niet kennen of ontmoeten, maar wel door een bepaalde factor met elkaar verbonden zijn. Het verhaal wordt uit hun verschillende perspectieven opgebouwd.  In Het einde van mensen in 1967 van Herman Brusselmans zijn de hoofdpersonen bewoners van hetzelfde dorp; personages die in het ene hoofdstuk een bijrol vervullen zijn in het andere hoofdstuk hoofdpersonen.
In de roman Accordeonmisdaden van Annie Proulx is de verbindende factor een accordeon die van de ene eigenaar overgaat naar de andere; de hoofdstukken schetsen een beeld van het leven van immigranten in de Verenigde Staten. In 'De brug over de Drina' van Ivo Andric speelt in elk onderdeel de Mehmed Paša Sokolovićbrug een rol.
Ook zijn er mozaïekromans waarin de afzonderlijke hoofdstukken, perspectieven of verhaallijnen door verschillende auteurs geschreven. Het principe van de mozaïekroman wordt ook toegepast in films, dan spreekt men van een anthologiefilm.
Een bekende literaire schrijver van mozaïekromans in de 21e eeuw is de Britse auteur David Mitchell. Een deel van zijn oeuvre bestaat uit mozaïekromans, die onderling ook weer met elkaar verband houden. Ook de Canadese schrijfster Emily St. John Mandel werkt op deze manier.